# Ricaniidae
Ricaniidae är en familj av insekter. Ricaniidae ingår i överfamiljen Fulgoroidea, ordningen halvvingar, klassen egentliga insekter, fylumet leddjur och riket djur. Enligt Catalogue of Life omfattar familjen Ricaniidae 368 arter. 

## Bildgalleri

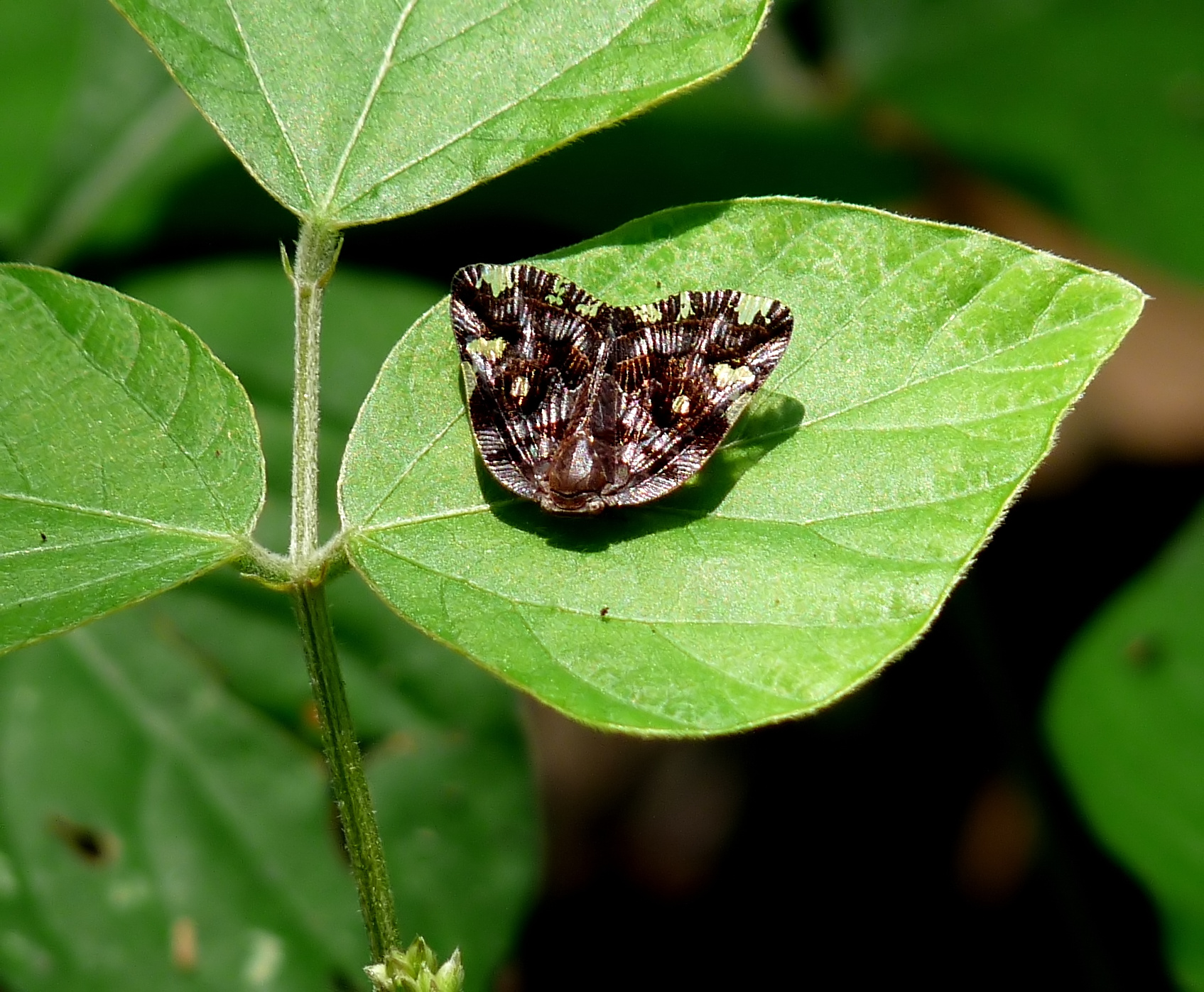

## Dottertaxa till Ricaniidae, i alfabetisk ordning[1]
- Acroprivesa
- Alisca
- Aliscella
- Apachnas
- Aprivesa
- Armacia
- Armilustrium
- Busas
- Carmentalia
- Cotrades
- Decipha
- Deferundata
- Deraulax
- Epitemna
- Epithalamium
- Euricania
- Hajar
- Janssensia
- Keiserana
- Lambertonia
- Lugardia
- Marleyia
- Meliprivesa
- Mesoricania
- Motua
- Motumotua
- Mulvia
- Neoprivesa
- Paurostauria
- Piromis
- Plestia
- Pocharica
- Pocharista
- Pochazia
- Pochazina
- Pochazoides
- Privesa
- Ricania
- Ricanoides
- Ricanopsis
- Ricanoptera
- Ricanula
- Scolypopa
- Syndetica
- Tarundia
- Trysanor